# Herman d’Oultremont
Herman Marie Ghislain d’Oultremont (* 2. April 1882 in Brüssel; † 17. Februar 1943 in Woluwe-Saint-Lambert) war ein belgischer Reiter.

## Leben
D’Oultremont trat bei den Olympischen Sommerspielen 1920 in Antwerpen mit seinem Pferd Lord Kitchener  an und gewann mit der belgischen Mannschaft die Silbermedaille im Springreiten. 1943 fiel er als Soldat im Zweiten Weltkrieg.